# 夏威夷大學出版社
夏威夷大學出版社是夏威夷大學系統的一部分，創建於1947年，本著出版和傳播亞太地區自然、社會科學各領域的最新研究成果的宗旨。同時出版諸如詞典、教科書、百科全書等教育用圖書。
2005年起，夏威夷大學出版社開始側重出版更多東亞地區（中國、日本、朝鮮半島等）的學術專著。截至2007年4月30日，已出版2,323種圖書與其他媒介出版物，其中1,289種正在排印。

## 外部連結
- http://www.uhpress.hawaii.edu/ （页面存档备份，存于）